# Stephen Smale
Stephen Smale (* 15. července 1930, Flint, Michigan) je americký matematik, nositel dvou významných ocenění v oboru: Fieldsovy medaile (1966) a Wolfovy ceny za matematiku (2007). Roku 1996 též obdržel americké Národní vyznamenání za vědu.
Byl profesorem matematiky na Kalifornské univerzitě v Berkeley (1960–61, 1964–1995). Zpočátku se věnoval zejména topologii (h-bordismus, aplikace Morseovy teorie do ekonomie), později tzv. dynamickým systémům (na tomto poli zase hojně aplikoval do oblasti informatiky). Roku 1998 zveřejnil text, který definuje 18 matematických problémů, které bude muset vyřešit 21. století, známé jsou dnes jako Smaleovy problémy.
Známá je jeho sbírka minerálů, o níž vydal i knihu: The Smale Collection: Beauty in Natural Crystals.